# SaaS管理
SaaS管理（SaaSかんり、英: SaaS Management）は、企業が利用するSaaS（Software as a Service）アプリケーションの導入・使用・コスト・セキュリティ・契約更新などを一元的に把握・最適化する業務プロセスである。
IT資産管理やソフトウェア資産管理の一部として分類され、SaaSの普及に伴いその重要性が高まっている。

## 背景
クラウドベースのSaaSアプリケーションの企業導入が増加し、それに伴う「シャドーIT」や未使用ライセンスの肥大化、セキュリティリスクの顕在化が課題視されている。こうした課題への対応策として、SaaS管理の導入が注目されている。

## 主な機能
SaaS管理に含まれる代表的な機能には以下が挙げられる：
- アプリケーションの可視化：SaaS利用状況やコストの把握
- ライセンス管理：未使用・重複ライセンスの監視と最適化
- 契約更新管理：更新スケジュールと契約内容の見直し
- セキュリティ・コンプライアンス管理：アクセス制御とデータ保護の統一

## SaaS管理プラットフォーム
SaaS管理を支援するプラットフォームでは、アプリケーションの自動検出、利用分析、セキュリティ制御、ワークフロー承認といった機能が統合されている。
導入事例として、ジョーシス、Zylo、BetterCloudなどが、企業向けにSaaS管理ソリューションを提供している。

## 導入効果
SaaS管理を導入することで、以下のような効果があるとされている：
- コスト最適化：ライセンス重複の削減
- セキュリティ強化：アクセス制御の可視化とポリシー統一
- 業務効率化：導入から廃止までのSaaS運用の統合管理

## 導入課題
一方で、以下のような課題も指摘されている：
- システム連携の複雑さ：既存の業務基盤やID連携との統合が難しい
- 社内教育・運用設計の必要性：操作方法や管理ポリシーの策定が必要